# Yilans kreoljapanska
Yilans kreoljapanska (kinesiska: 寒溪語; pinyin: Hán xī yǔ, eget namn: nihongo) är ett japanskbaserat kreolspråk som talas i länet Yilan i norra Taiwan.

## Historia och talare
Taiwan var en del av Japans imperium mellan 1895 och 1945, och då var japanska dess enda officiella språk. De flesta av talarna hörde till seediqer och atayaler. Kreoljapanska började utvecklas på 1910-talet som kontaktspråk mellan japanska kolonialister och Taiwans ursprungsfolk. Då talande av öns ursprungsspråk blev förbjudet på 1930-talet, började en del av ursprungsfolken tala kreoljapanska som första språk till sina barn. Många av dessa gamla talare kan också flytande japanska.
Språket uppskattas att ha 3000 talare. Det anses vara hotat men under 2010 har intresset för språket ökat och en del av Taiwans ursprungsfolk har börjat anse att de talar kreoljapanska. I dagens läge finns det fyra byar (Hanhsi, Tungyueh, Chiyang och Aohua) i Yilan där kreoljapanska talas i. Det finns lite variation mellan dessa byar.

## Fonologi

### Vokaler
|            | Främre | Central | Bakre |
| ---------- | ------ | ------- | ----- |
| Sluten     | i      |         | u     |
| Halvsluten | e      | ə       | o     |
| Öppen      |        | a       |       |

Källa:

### Konsonanter
|             | Bilabial | Alveolar | Alveopalatal | Palatal | Velar  | Glottal |
| ----------- | -------- | -------- | ------------ | ------- | ------ | ------- |
| Nasal       | m        | n        |              |         |        |         |
| Klusil      | p \| b   | t \| d   |              |         | k \| g | ʔ       |
| Affrikat    |          |          | t͡ɕ \| d͡ʑ     | t͡s      |        |         |
| Frikativ    |          | s \| z   | ɕ            |         | x      | h       |
| Tremulant   |          | r        |              |         |        |         |
| Lateral     |          | l        |              |         |        |         |
| Approximant |          |          |              | j       | w      |         |

Källa: